# František Zelenický (lední hokejista)
František Zelenický (* 28. ledna 1949, Bratislava) je bývalý československý hokejový obránce. Po skončení aktivní kariéry působil jako rozhodčí.

## Hokejová kariéra
V československé lize hrál za Duklu Jihlava, Slovan Bratislava a TJ Gottwaldov. Odehrál 4 ligové sezóny. v roce 1969 získal s Duklou Jihlava mistrovský titul. V nižších soutěžích hrál i za Duklu Trenčín, LB Zvolen a Zbrojovku Vsetín. S reprezentací Československa získal zlatou medaili za 1. místo na Mistrovství Evropy juniorů v ledním hokeji 1968. Za reprezentaci Československa nastoupil 12. března 1969 v utkání s Kanadou.

## Klubové statistiky
| Sezona    | Klub              | Soutěž  | Základní část | Základní část | Základní část | Základní část | Základní část |
| Sezona    | Klub              | Soutěž  | Z             | G             | A             | B             | TM            |
| --------- | ----------------- | ------- | ------------- | ------------- | ------------- | ------------- | ------------- |
| 1968/1969 | Dukla Jihlava     | 1. liga | -             | -             | -             | -             | -             |
| 1969/1970 | Dukla Trenčín     | 2. liga | -             | -             | -             | -             | -             |
| 1970/1971 | Slovan Bratislava | 1. liga | -             | -             | -             | -             | -             |
| 1971/1972 | TJ Gottwaldov     | 1. liga | 35            | 2             | 1             | 3             | -             |
| 1972/1973 | TJ Gottwaldov     | 2. liga | -             | -             | -             | -             | -             |
| 1973/1974 | LB Zvolen         | 2. liga | -             | -             | -             | -             | -             |